# Roxana Scarlat
Roxana Mariana Scarlat est une fleurettiste roumaine née le 3 janvier 1975 à Bucarest.

## Carrière
La fleurettiste roumaine remporte la médaille d'argent dans l'épreuve de fleuret par équipe des Jeux olympiques d'été de 1996 à Atlanta avec Reka Zsofia Lazăr-Szabo et Laura Cârlescu-Badea et termine quinzième en individuel. Ses derniers Jeux ont lieu à Athènes en 2004, où elle est neuvième de l'épreuve individuelle.

## Palmarès
- Coupe du monde d'escrime
  -  Médaille de bronze au tournoi d'escrime de Marseille 2004